# P48 (潜水艦)
P48 (HMS P48) はイギリス海軍の潜水艦。U級の第3グループ。

## 艦歴
バロー＝イン＝ファーネスのヴィッカース・アームストロング社で建造。1941年8月21日起工。1942年4月15日進水。1942年6月18日就役。
「P48」の地中海での1回目と2回目の哨戒ではすべての魚雷を消費したが戦果はあげられなかった。トーチ作戦では偵察隊を上陸させ、それからビーコンとしての役割を果たした。
12月21日、「P48」はマルタから3回目の哨戒に出発した。哨区はチュニス沖であった。12月31日に位置を知らせるよう命じられたが「P48」からの応答は無く、「P48」は未帰還となった。「P48」は12月25日にイタリア水雷艇「アルデンテ」により撃沈されたものと思われる。
2隻の船を護衛していた「アルデンテ」は12月25日にチュニス湾のゼンブラ島の北西でECGで潜水艦を探知し爆雷攻撃を行った。3度目の攻撃の後、大量の気泡が浮かんできたため「アルデンテ」艇長は潜水艦が浮上しようとしていると考えたが、潜水艦は現れなかった。「アルデンテ」はさらに4回目の爆雷攻撃を行い、撃沈確実と判断して船団に戻った。このときチュニス湾にいたイギリス潜水艦は「P48」のみであった。